# Ivan Eklind
Ivan Henning Hjalmar Eklind (Stockholm, 15. oktober 1905 – 23. juli 1981) var en svensk fodbolddommer. Han er mest kendt for at have dømt den afgørende kamp i finalerunden ved VM 1934 mellem Italien og Tjekkoslovakiet. I forbindelse med VM finalen som Italien vandt 2-1, blev Eklind mistænkt for at have været bestukket af Italiens fascistiske leder Benito Mussolini. Selvom der ingen beviser var for beskyldningerne blev Eklind efter kampen udelukket fra at dømme af FIFA i en årrække. Han vendte dog tilbage til dommergerningen efterfølgende.

## VM 1934
- Schweiz  –  Holland 3-2 (1. runde).
- Italien  –  Østrig 1-0 (semifinale).
- Italien  –  Tjekkoslovakiet 2-1 (finale).

## VM 1938
- Brasilien  –  Polen 6-5 (1. runde).
- Schweiz  –  Tyskland 4-2 (1. runde).

## VM 1950
- Schweiz  –  Mexico 2-1 (gruppespil).

## Kampe med danske hold
- Den 16. november 1941: Venskabskamp:  Tyskland –  Danmark 1-1.